# Golem, zrození
Golem, zrození (německy: Der Golem, wie er in die Welt kam, také známý jako Der Golem) je německý němý hororový film z roku 1920 a přední příklad raného německého expresionismu. Režisér Paul Wegener, který film spolurežíroval s Carlem Boesem a spolunapsal scénář s Henrikem Galeenem podle románu Gustava Meyrinka z roku 1915, zároveň ztvárnil titulní postavu — bytost z židovského folklóru stvořenou z hlíny. Kameraman Karl Freund později pracoval na klasických hororech studia Universal ve 30. letech v Hollywoodu.
Golem, zrození je třetím ze tří filmů, které Wegener natočil s postavou golema; dalšími jsou Golem (1915) a krátká komedie Golem a tanečnice (1917), ve které si Wegener nasazuje masku golema, aby vystrašil mladou dívku, do které se zamiloval. Film Golem, zrození je prequelem filmu Golem z roku 1915 a protože je jediným z těchto tří filmů, který se dochoval, je zároveň nejznámějším z celé série.